# Daisuke Hoshi
Daisuke Hoshi (星 大輔 Hoshi Daisuke?), född 10 december 1980 i Tokyo prefektur, är en japansk före detta fotbollsspelare.
Hoshi började sin karriär 1999 i Yokohama F. Marinos. Efter Yokohama F. Marinos spelade han för FC Tokyo, Omiya Ardija, Montedio Yamagata, Kyoto Sanga FC, Tochigi SC och FC Machida Zelvia. Han avslutade karriären 2011.